# МР-145 (радиолокационная станция)
МР-145 «Лев» — Советская и российская корабельная система управления артиллерийским огнём. Предназначена для управления артиллерийскими установками калибра 100 мм (АК-100). Обеспечивает стрельбу по надводным, воздушным и береговым целям в условиях применения активных и пассивных помех и противорадиолокационных самонаводящихся снарядов.
Система обеспечивает приём целеуказания, захват цели, сопровождение с выработкой точных координат целей, проведение баллистической и метеорологической подготовки стрельбы, сопровождение ракеты с корабля-носителя, тренировку персонала по имитированным целям с возможностью проведения практических стрельб.

## Конструкция
В состав РЛСУ входят:
- двухдиапазонная РЛС сопровождения целей;
- устройство селекции подвижных целей;
- устройство помехозащиты;
- приборы управления;
- встроенное телевизионно-оптическое устройство.

## Установки на кораблях
- Авианесущий крейсер проекта 1143.4
- Крейсера проекта 1144
- БПК проекта 1155
- СКР проекта 1135
- СКР проекта 11540